# Marktveld
Het centrum van Vught is een wijk in de gemeente Vught en wordt ook wel het Marktveld genoemd. Deze wijk is verouderd en de komende jaren wordt er een nieuwe centrum gebouwd in Vught. De plannen zijn begonnen met een nieuw gemeentekantoor op de grond van het oude politiebureau. Dit kantoor is inmiddels klaar.
Het centrum van Vught bestaat uit een aantal winkelstraten, het Marktveldpassage (een overdekt pand met winkels), het Raadhuis (het gemeentehuis van Vught) en de Sint-Petruskerk. Deze bouwvallige kerk was sterk verouderd en moest gerestaureerd worden en een herbestemming krijgen. Uiteindelijk kreeg de kerk een sociaal-culturele functie en is als zodanig in 2018 in gebruik genomen.
Verder is er een woon- en zorgcentrum Sint-Elisabeth gevestigd in het centrum. Dit gebouw was vroeger een ziekenhuis.
De wijk is genoemd naar de straat Marktveld die uitmondt in een langgerekt plein waar veel horeca aanwezig is. Op het plein staat een dorpspomp.
Dorpen: Cromvoirt · Helvoirt · Vught

Buurtschappen: Bergenshuizen · Distelberg · Gijzel · Laar · Loveren · Molenstraat

Noord-Brabant: Steden en dorpen      Nederland: Provincies · Gemeenten